# الجهدعة (السدة)

تعديل مصدري - تعديل

الجهدعة محلة تابعة لقرية بيت فائق، التابعة لعزلة جبل عصام بمديرية السدة إحدى مديريات محافظة إب في الجمهورية اليمنية.، بلغ تعداد سكانها 131 حسب تعداد اليمن لعام 2004.